# 天顺 (李珍)
天顺（1456年六月）为中国明朝时期浙江起事者李珍的年号，前后共1個月。

## 公元纪年对照表
| 天顺 | 元年   |
| ---- | ------ |
| 公元 | 1456年 |
| 干支 | 丙子   |

## 同期存在的其他政权年号
- - 景泰（1450年－1457年）：明朝—明代宗朱祁鈺之年号
  - 添元（1453年－1457年）：瓦剌—也先之年号
- - 延寧（1454年－1459年）：后黎朝—黎仁宗黎邦基之年号
- - 康正（1455年－1457年）：日本—后花园天皇之年號

## 參看
- 中国年号索引
- 其他时期使用的天順年号